# Сенько, Владимир Леонович
Владимир Леонович Сенько (бел. Уладзімір Лявонавіч Сянько), (род. 5 августа 1946, Вишковичи, Витебская область, БССР) — белорусский государственный деятель и дипломат. Председатель Постоянной комиссии Совета Республики Национального собрания Республики Беларусь по международным делам и национальной безопасности. Министр иностранных дел Республики Беларусь с 28 июля 1994 года по 13 января 1997 года.

## Биография
Pодился 5 августа 1946 года в деревне Вишковичи Чашникского района Витебской области. Окончил Московский государственный институт международных отношений, Дипломатическую академию МИД России.

## Дипломатическая карьера
- В 1973—1988 годах — работал в центральном аппарате МИД СССР.
- В 1988—1991 годах — советник посольства СССР в Польше.
- В 1991—1992 годах — заместитель министра иностранных дел Республики Беларусь.
- В 1992—1994 годах — Чрезвычайный и Полномочный Посол Республики Беларусь в Польше.
- В 1994 году — Чрезвычайный и Полномочный Посол Республики Беларусь в Великобритании[3], а также в Ирландии и Дании по совместительству[4].
- С 22 июля 1994 года по 1997 год — Министр иностранных дел Республики Беларусь.
- С 1997 года по 2004 год — Чрезвычайный и Полномочный Посол Республики Беларусь во Франции, по совместительству в Испании и Португалии, постоянный представитель Республики Беларусь при ЮНЕСКО.
- С 2004 года по 2011 год — Чрезвычайный и Полномочный Посол Республики Беларусь в Бельгии, Постоянный представитель Республики Беларусь при Комиссии Европейских сообществ и Постоянный представитель Республики Беларусь при Организации Североатлантического договора.
- С 2012 года по 2016 год — член Совета Республики пятого созыва, председатель Постоянной комиссии Совета Республики по международным делам и национальной безопасности.

## Разное
Женат, двое сыновей.

## Награды
- Почётная грамота Совета Министров Республики Беларусь (3 апреля 2006 года)
- Почётная грамота Кабинета Министров Республики Беларусь (31 июля 1996 года)[5]
- Медаль «За трудовые заслуги» (28 сентября 2016 года)[6]
- Юбилейная медаль «МПА СНГ. 25 лет» (13 октября 2017 года) — за заслуги в деле развития и укрепления парламентаризма, за вклад в развитие и совершенствование правовых основ функционирования Содружества Независимых Государств, укрепление международных связей и межпарламентского сотрудничества[7]